# Jacob Steinhardt
Pour les articles homonymes, voir Steinhardt.
Jakob Steinhardt, né le 23 mai 1887 à Zerkow et mort le 11 février 1968 à Nahariya, est un peintre expressionniste israélien d’origine allemande.